# Licania minutiflora
Licania minutiflora är en tvåhjärtbladig växtart som först beskrevs av Paul Antoine Sagot, och fick sitt nu gällande namn av Karl Fritsch. Licania minutiflora ingår i släktet Licania och familjen Chrysobalanaceae. Inga underarter finns listade i Catalogue of Life.